# Protea punctata
Protea punctata (лат.) — кустарник, вид рода Протея (Protea) семейства Протейные (Proteaceae), эндемик Южной Африки.

## Таксономия
Вид Protea punctata был впервые описан Карлом Фридрихом Мейсснером в середине октября 1856 года в Prodromus Systematis Naturalis Regni Vegetabilis, инициированном Огюстеном Пирамом Декандолем.
Как сообщает Мейсснер в той же работе, синоним P. carlescens был введён как неправильное написание P. coriacea, данное в качестве названия таксона для образцов, которые были собраны Иоганном Францем Дреге в горах мыса в гербарии Генриха Вильгельма Буека, поскольку он отметил, что местонахождения, указанные для P. coriacea в списке 1843 года, предоставленном Дрегем, идентичны.

## Ботаническое описание

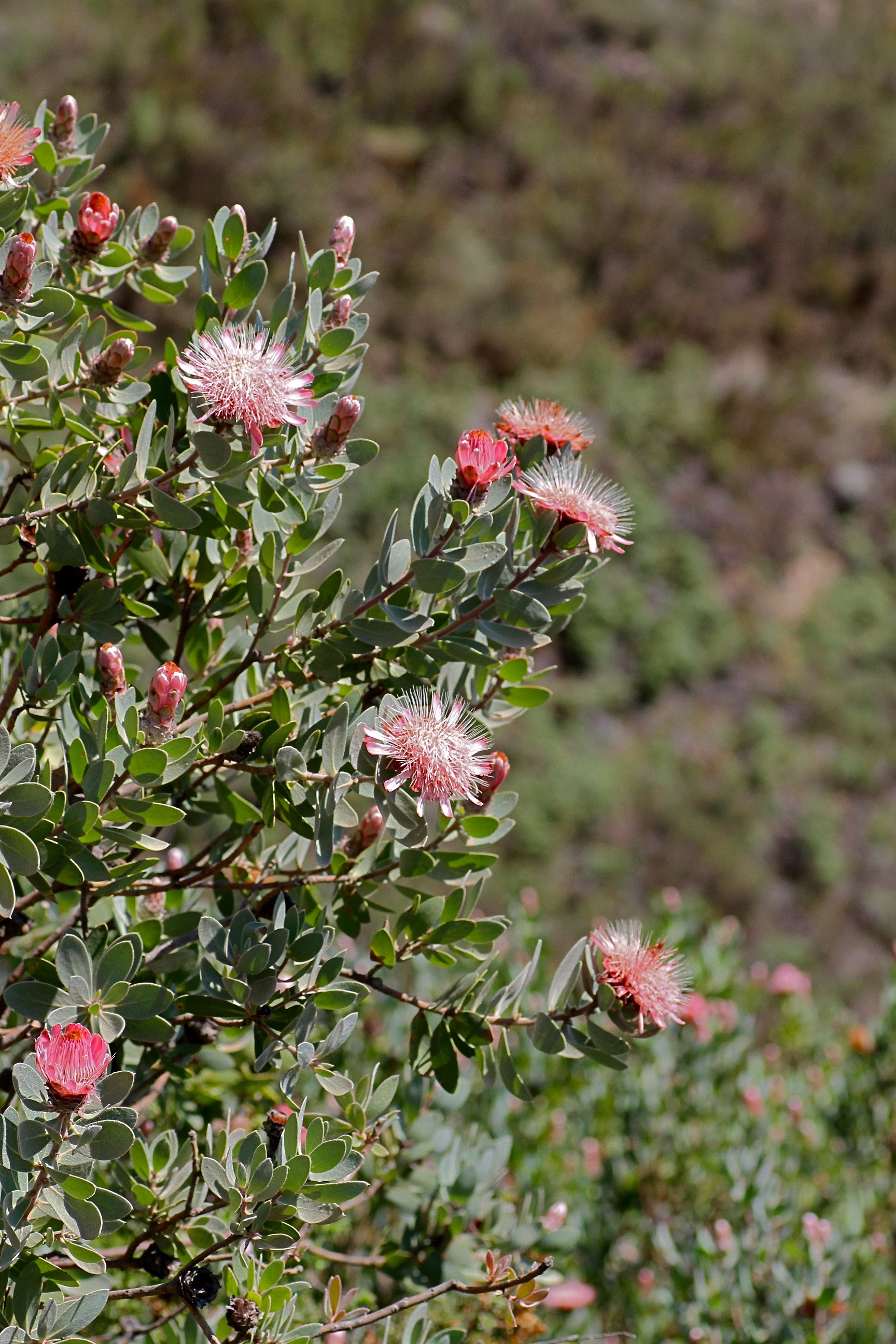
Protea punctata

Protea punctata — большой и прямостоячий кустарник, достигает 4 м в высоту. Листья довольно широкие. Цветёт с конца лета до начала зимы, с декабря по июнь, но в основном осенью с марта по апрель. Растение однодомное, в каждом цветке присутствуют представители обоих полов. Плод сохраняется на растении после созравания.

## Распространение и местообитание
Protea punctata — эндемик Южной Африки. Встречается в Восточно-Капской и Западно-Капской провинциях. Растение встречается от Седерберга до гор Рифирсондеренд и в горах Свартберг, Бавианклуф, Камманасси и Куга и на перевале Свартберг.

## Биология
Растение растёт на сланцах или песчаниковых почвах на высоте от 1200 до 2000 м. Тип среды обитания, в которой он встречается, — это обычно финбош разнообразных видов, но также было обнаружено.
Взрослые растения погибают после лесных пожаров, которые происходят в их родных регионах, но семена могут выжить при пожаре и дать новые растения. Опыление происходит благодаря птицам. Семена хранят в крышке и выпускают после созревания. Они разносятся ветром.
Взрослые бабочки Aeropetes tulbaghia иногда питаются цветами P. puncata.